# Tour du Poitou-Charentes 2016
Il Tour du Poitou-Charentes 2016, trentesima edizione della corsa, valevole come evento dell'UCI Europe Tour 2016 categoria 2.1, si svolse dal 23 al 26 agosto 2016 su un percorso di 658,9 km, suddiviso su 5 tappe, con partenza da Angoulême e arrivo a Poitiers. La vittoria fu appannaggio del francese Sylvain Chavanel, che completò il percorso in 15h31'11", precedendo l'olandese Wilco Kelderman ed il portoghese Nelson Oliveira.
Sul traguardo di Poitiers 117 ciclisti, su 139 partenti da Angoulême, portarono a termine la competizione. 

## Squadre e corridori partecipanti
| N.    | Cod. | Squadra                |
| ----- | ---- | ---------------------- |
| 1-8   | FDJ  | FDJ                    |
| 11-18 | ALM  | AG2R La Mondiale       |
| 21-28 | MOV  | Movistar Team          |
| 31-37 | SKY  | Team Sky               |
| 41-48 | TLJ  | Team Lotto NL-Jumbo    |
| 51-55 | TGA  | Team Giant-Alpecin     |
| 61-68 | DEN  | Direct Énergie         |
| 71-78 | COF  | Cofidis                |
| 81-88 | FVC  | Fortuneo-Vital Concept |

| N.      | Cod. | Squadra                      |
| ------- | ---- | ---------------------------- |
| 91-98   | DMP  | Delko-Marseille Provence-KTM |
| 101-108 | WGG  | Wanty-Groupe Gobert          |
| 111-118 | TSV  | Topsport Vlaanderen-Baloise  |
| 121-128 | BAR  | Bardiani-CSF                 |
| 131-138 | AND  | Androni Giocattoli-Sidermec  |
| 141-148 | WIL  | Wilier Triestina-Southeast   |
| 151-158 | AUB  | HP BTP-Auber 93              |
| 161-168 | RML  | Roubaix Métropole            |
| 171-178 | ADT  | Armée de Terre               |

## Tappe
| Tappa  | Data      | Percorso                                          | km    | Vincitore di tappa | Leader cl. generale |
| ------ | --------- | ------------------------------------------------- | ----- | ------------------ | ------------------- |
| 1ª     | 23 agosto | Angoulême > Puilboreau                            | 189,6 | Nacer Bouhanni     | Nacer Bouhanni      |
| 2ª     | 24 agosto | La Rochelle > Niort                               | 179,8 | Tom Van Asbroeck   | Tom Van Asbroeck    |
| 3ª     | 25 agosto | Thuré > Châtellerault                             | 95,2  | Nacer Bouhanni     | Nacer Bouhanni      |
| 4ª     | 25 agosto | Saint-Sauveur > Châtellerault (cron. individuale) | 25    | Sylvain Chavanel   | Sylvain Chavanel    |
| 5ª     | 26 agosto | Thouars > Poitiers                                | 171,3 | Sonny Colbrelli    | Sylvain Chavanel    |
| Totale | Totale    | Totale                                            | 658,9 |                    |                     |

## Dettagli delle tappe

### 1ª tappa
- 23 agosto: Angoulême > Puilboreau – 189,6 km

Risultati
| Pos. | Corridore         | Squadra | Tempo    |
| ---- | ----------------- | ------- | -------- |
| 1    | Nacer Bouhanni    | Cofidis | 4h29'05" |
| 2    | Roy Jans          | Wanty   | s.t.     |
| 3    | Danilo Napolitano | Wanty   | s.t.     |

| Pos. | Corridore      | Squadra | Tempo    |
| ---- | -------------- | ------- | -------- |
| 1    | Nacer Bouhanni | Cofidis | 4h29'05" |
| 2    | Roy Jans       | Wanty   | a 4"     |
| 3    | Julien Bérard  | AG2R    | a 5"     |

### 2ª tappa
- 24 agosto: La Rochelle > Niort – 179,8 km

Risultati
| Pos. | Corridore        | Squadra  | Tempo    |
| ---- | ---------------- | -------- | -------- |
| 1    | Tom Van Asbroeck | Lotto NL | 4h16'32" |
| 2    | Manuel Belletti  | Wilier   | s.t.     |
| 3    | Marco Benfatto   | Androni  | s.t.     |

| Pos. | Corridore        | Squadra      | Tempo    |
| ---- | ---------------- | ------------ | -------- |
| 1    | Tom Van Asbroeck | Lotto NL     | 8h45'27" |
| 2    | Nacer Bouhanni   | Cofidis      | s.t.     |
| 3    | Sander Helven    | Topsport Vl. | a 2"     |

### 3ª tappa
- 25 agosto: Thuré > Châtellerault – 95,2 km

Risultati
| Pos. | Corridore         | Squadra | Tempo    |
| ---- | ----------------- | ------- | -------- |
| 1    | Nacer Bouhanni    | Cofidis | 2h15'01" |
| 2    | Danilo Napolitano | Wanty   | s.t.     |
| 3    | Arnaud Démare     | FDJ     | s.t.     |

| Pos. | Corridore         | Squadra  | Tempo     |
| ---- | ----------------- | -------- | --------- |
| 1    | Nacer Bouhanni    | Cofidis  | 11h00'22" |
| 2    | Tom Van Asbroeck  | Lotto NL | a 6"      |
| 3    | Danilo Napolitano | Wanty    | a 8"      |

### 4ª tappa
- 25 agosto: Saint-Sauveur > Châtellerault – Cronometro individuale – 25 km

Risultati
| Pos. | Corridore        | Squadra   | Tempo  |
| ---- | ---------------- | --------- | ------ |
| 1    | Sylvain Chavanel | Direct É. | 26'51" |
| 2    | Wilco Kelderman  | Lotto NL  | a 30"  |
| 3    | Nelson Oliveira  | Movistar  | s.t.   |

| Pos. | Corridore        | Squadra   | Tempo     |
| ---- | ---------------- | --------- | --------- |
| 1    | Sylvain Chavanel | Direct É. | 11h27'29" |
| 2    | Wilco Kelderman  | Lotto NL  | a 30"     |
| 3    | Nelson Oliveira  | Movistar  | s.t.      |

### 5ª tappa
- 25 agosto: Thouars > Poitiers – 171,3 km

Risultati
| Pos. | Corridore       | Squadra  | Tempo    |
| ---- | --------------- | -------- | -------- |
| 1    | Sonny Colbrelli | Bardiani | 4h03'42" |
| 2    | Ben Swift       | Sky      | s.t.     |
| 3    | Romain Feillu   | Auber 93 | s.t.     |

| Pos. | Corridore        | Squadra   | Tempo     |
| ---- | ---------------- | --------- | --------- |
| 1    | Sylvain Chavanel | Direct É. | 15h31'11" |
| 2    | Wilco Kelderman  | Lotto NL  | a 30"     |
| 3    | Nelson Oliveira  | Movistar  | s.t.      |

## Evoluzione delle varie classifiche
| Tappa              | Vincitore          | Classifica generale | Classifica a punti | Classifica scalatori | Classifica giovani | Classifica a squadre |
| ------------------ | ------------------ | ------------------- | ------------------ | -------------------- | ------------------ | -------------------- |
| 1                  | Nacer Bouhanni     | Nacer Bouhanni      | Nacer Bouhanni     | Jimmy Turgis         | Jimmy Turgis       | Wanty-Groupe Gobert  |
| 2                  | Tom Van Asbroeck   | Tom Van Asbroeck    | Tom Van Asbroeck   | Sander Helven        | Jimmy Turgis       | HP BTP-Auber 93      |
| 3                  | Nacer Bouhanni     | Nacer Bouhanni      | Nacer Bouhanni     | Sander Helven        | Jimmy Turgis       | Wanty-Groupe Gobert  |
| 4                  | Sylvain Chavanel   | Sylvain Chavanel    | Tom Van Asbroeck   | Sander Helven        | Wilco Kelderman    | Team Lotto NL-Jumbo  |
| 5                  | Sonny Colbrelli    | Sylvain Chavanel    | Tom Van Asbroeck   | Sander Helven        | Wilco Kelderman    | Team Lotto NL-Jumbo  |
| Classifiche finali | Classifiche finali | Sylvain Chavanel    | Tom Van Asbroeck   | Sander Helven        | Wilco Kelderman    | Team Lotto NL-Jumbo  |

## Classifiche finali

### Classifica generale
| Pos. | Corridore        | Squadra   | Tempo     |
| ---- | ---------------- | --------- | --------- |
| 1    | Sylvain Chavanel | Direct É. | 15h31'11" |
| 2    | Wilco Kelderman  | Lotto NL  | a 30"     |
| 3    | Nelson Oliveira  | Movistar  | s.t.      |
| 4    | Primož Roglič    | Lotto NL  | a 33"     |
| 5    | Gianni Moscon    | Sky       | a 51"     |
| 6    | Anthony Roux     | FDJ       | a 55"     |
| 7    | Ben Swift        | Sky       | a 56"     |
| 8    | Jérémy Roy       | FDJ       | a 57"     |
| 9    | Sep Vanmarcke    | Lotto NL  | a 1'12"   |
| 10   | Sam Oomen        | Giant     | a 1'20"   |

### Classifica a punti
| Pos. | Corridore         | Squadra  | Punti |
| ---- | ----------------- | -------- | ----- |
| 1    | Tom Van Asbroeck  | Lotto NL | 45    |
| 2    | Romain Feillu     | Auber 93 | 44    |
| 3    | Roy Jans          | Wanty    | 38    |
| 4    | Danilo Napolitano | Wanty    | 36    |
| 5    | Sonny Colbrelli   | Bardiani | 34    |

### Classifica scalatori
| Pos. | Corridore        | Squadra      | Punti |
| ---- | ---------------- | ------------ | ----- |
| 1    | Sander Helven    | Topsport Vl. | 28    |
| 2    | Jimmy Turgis     | Roubaix M.   | 12    |
| 3    | Thomas Sprengers | Topsport Vl. | 10    |
| 4    | Damien Touzé     | Auber 93     | 8     |
| 5    | Simone Andreetta | Bardiani     | 8     |

### Classifica giovani
| Pos. | Corridore       | Squadra  | Tempo     |
| ---- | --------------- | -------- | --------- |
| 1    | Wilco Kelderman | Lotto NL | 15h31'41" |
| 2    | Gianni Moscon   | Sky      | a 21"     |
| 3    | Sam Oomen       | Giant    | a 50"     |
| 4    | Jorge Arcas     | Movistar | a 54"     |
| 5    | Daniel McLay    | Fortuneo | a 1'06"   |

### Classifica a squadre
| Pos. | Squadra             | Tempo     |
| ---- | ------------------- | --------- |
| 1    | Team Lotto NL-Jumbo | 46h35'48" |
| 2    | FDJ                 | a 1'10"   |
| 3    | Movistar            | a 2'33"   |